# Palmerston, Ontario
Palmerston är en ort i Kanada.   Den ligger i provinsen Ontario, i den sydöstra delen av landet, 400 km väster om huvudstaden Ottawa. Palmerston ligger 401 meter över havet och antalet invånare är 2 657.
Terrängen runt Palmerston är platt. Närmaste större samhälle är Minto, 9,3 km norr om Palmerston.
Trakten runt Palmerston består till största delen av jordbruksmark. Runt Palmerston är det glesbefolkat, med 14 invånare per kvadratkilometer.